# 僑城東駅
僑城東駅（きょうじょうひがし-えき）は深圳市福田区に位置する深圳地下鉄羅宝線の駅。

## 駅構造
- 島式ホーム1面2線の地下駅。

| ←■羅宝線 機場東方面 |
| 島式ホーム          |
| ■羅宝線 羅湖方面→   |

## 駅周辺
- 中国国際園芸花卉博覧園（園博園）

## 歴史
- 2004年12月28日 - 開業。

## 隣の駅
深圳地下鉄
■羅宝線（1号線）
華僑城駅 - 僑城東駅 - 竹子林駅